# Miss Italia nel mondo 2011
La ventunesima edizione di Miss Italia nel mondo  si è svolta presso il Lungomare Falcomatà di Reggio Calabria il 4 luglio 2011 ed è stata condotta da Pupo ed Elisa Isoardi. Vincitrice del concorso è risultata essere la brasiliana Silvia Novais.

## Piazzamenti
| Risultato finale           | Concorrente                           |
| -------------------------- | ------------------------------------- |
| Miss Italia nel mondo 2011 | - Brasile - Amazzonia - Silvia Novais |
| 2ª classificata            | - Argentina - Valentina Di Paola      |
| 3ª classificata            | - Spagna - Iride Fontana              |

## Giuria
- Gérard Depardieu
- Kaspar Capparoni
- Carlo Conti
- Daniele Liotti
- Andrew Howe

## Concorrenti
01 Brasile - Amazzonia - Silvia Novais
02 Andorra - Serena Rivaroli
03 Belgio - Livia Natalini
04 Repubblica Dominicana - Dulcita Lynn Lieggi
05 Argentina - Valentina Di Paola
06 Ungheria - Isabella Di Capri
07 Caraibi - Josireth Linares
08 Brasile - Priscylla Vitorassi
09 Australia - Sarah Lo Bianco
10 Benelux - Priscilla Vandevelde
11 Spagna - Iride Fontana
12 Stati Uniti d'America - New York - Elise Mosca
13 Argentina - Buenos Aires - Micaela Bianchi
14 Svizzera - Federica Raineri
15 Stati Uniti d'America - Hannah Sciara
16 Canada - Daniella Delgado
17 Slovenia - Katarina Odar
18 Sud America - Isolina Boero
19 Uruguay - Valeria Soledad Ferreira
20 Venezuela - Angela La Padula
21 Nord America - Theresa Longo
22 Principato di Monaco - Ludovica Colombotto Rosso
23 Paraguay - Ida Franzini
24 Austria - Anabel Blanch
25 Inghilterra - Sabrina Montourcy
26 Paesi Bassi - Tess Huissen
27 Perù - Estefani Mauricci
28 Mercosur - Carla Isabella Dutra
29 Malta - Joanne Galea
30 Porto Rico - Tamara Gonzalez Valentin
31 Brasile - San Paolo - Vitoria Bisognin
32 Francia - Elena Bartalucci
33 Colombia - Vanessa Badillo
34 Venezuela - Caracas - Anna Pascarella
35 Guatemala - Esther Lanuza
36 Ecuador - Renata Moreira
37 Ghana - Daniela Boateng
38 Baleari - Chiara Massironi
39 Germania - Maristella Giunta
40 Francia - Cannes - Audrey Sans Fontana

## Ascolti
| Serata        | Spettatori | Share  | Fonte |
| ------------- | ---------- | ------ | ----- |
| 4 luglio 2011 | 3.397.000  | 17,58% | [ 2 ] |